# ギャングスター・ナンバー1
『ギャングスター・ナンバー1』（Gangster No. 1）は、2000年のイギリスの犯罪映画。
監督はポール・マクギガン、出演はマルコム・マクダウェルとポール・ベタニーなど。
「ギャングスター」は、ギャングを意味する一般名詞で、主人公の本名は劇中に登場しない。なお、北米の興行収入は$30,915にとどまっている。

## ストーリー
1968年、若かりしギャングスターは、「メイフェアの惨殺者」「暗黒街の貴公子」の異名を持つマフィア：フレディ・メイズの手下になる。ギャングスターは優雅で洗練されたフレディを崇拝し、悪事を重ね、フレディの信頼を勝ち得た。しかし、フレディが愛人のカレンを真剣に愛したことで、破局が訪れる。
ギャングスターは、敵対勢力のフレディ襲撃計画を知りながらそれを伝えず、フレディとカレンは重傷を負った。警察は、これを機にフレディを逮捕し、禁固30年の刑に処した。そして、フレディ無き後のボスに収まったギャングスターは、敵対勢力のボスや殺し屋を次々に惨殺して仇を取り、名実共にフレディの後継者となった。それから30年余、ギャングスターはフレディの美学に反するギャンブルをはじめ、強盗、麻薬など様々な裏社会のビジネスに手を広げ、勢力を拡大していった。
そしてついに、フレディが出所した。ギャングスターは、フレディを事務所に呼び出すが、彼にかつての面影は無かった。

## キャスト
| 役名                   | 俳優                   | 日本語吹替 |
| ---------------------- | ---------------------- | ---------- |
| ギャングスター         | マルコム・マクダウェル | 宝亀克寿   |
| 若かりしギャングスター | ポール・ベタニー       | 咲野俊介   |
| フレディ・メイズ       | デヴィッド・シューリス | 家中宏     |
| カレン                 | サフロン・バロウズ     | 本田貴子   |
| レニー・テイラー       | ジェイミー・フォアマン | 岩崎ひろし |
| エディ                 | エディ・マーサン       | 遠藤純一   |
| トミー                 | ケネス・クラナム       | 布目貞雄   |
| マッド・ジョン         | ダグ・アレン           | 上田陽司   |
| ローランド             | ラザーク・アドティ     | 最上嗣生   |
| デレク                 | ジョニー・ハリス       | 吉野貴宏   |
| ビリー                 | キャヴァン・クラーキン | 大久保利洋 |
| メル                   | ナディーン・レオナルド | よのひかり |
| レスリー               | ジョー・マクイネンス   | MAI        |

## 作品の評価
Rotten Tomatoesによれば、批評家の一致した見解は「『ギャングスター・ナンバー1』は残忍で暴力的でありながらも人を引き付けるものがある。」であり、52件の評論のうち高評価は71%にあたる37件で、平均して10点満点中6.42点を得ている。